# Tiburzio Spannocchi
Tiburzio Spannocchi (* 1543 in Siena; † 1606 in Madrid) war ein italienischer Architekt und Ingenieur, der insbesondere auf dem Gebiet des Militäringenieurwesens tätig war. Zusammen mit Filippo Terzi war er vor allem auf dem Gebiet der iberischen Halbinsel tätig.

## Leben
Spannocchi entstammte einer vornehmen Bankiersfamilie. 1577 ging er mit Marcantonio Colonna, der zum Vizekönig von Sizilien ernannt worden war, nach Sizilien, wo er an der Kartierung der Festungen arbeitete und 1578 das Werk Descripciòn de las marinas de todo el Reino de Sicilia veröffentlichte. 1580 berief ihn König Philipp II. von Spanien an seinen Hof. In Spanien arbeitete er zunächst an der Festung von Fuenterrabia und sodann an den befestigungen von Cádiz, Gibraltar, A Coruña, Saragossa, Jaca und Sevilla. Später schuf er einen Plan für die Stadt Donostia-San Sebastián. Er verstarb 1606 in Madrid.